# ある子ども
ETV特集「ある子ども」は、2022年2月19日にNHK教育テレビジョンで放送された、ドラマ融合ドキュメント番組である。制作会社分福（代表・是枝裕和）がドラマパートの制作を担当した。

## あらすじ
動画配信アプリでダンス動画を配信する、まいと幼馴染の高校生男女。二人はある日、お互いの家でスマートフォンでオンラインゲームの協力プレイを楽しんでいる最中、「アーサー」と名乗る人物の助力を受け、二人はSNSでメッセージをやり取りするようになる。やがて、アーサーはまいに「性的な画像」を要求する。

## 制作
一人の子どもがSNSを通じて、実際の性犯罪にまきこまれるまでを、ドラマとドキュメントをクロスした形で描き出した。実際のSNS性被害に遭った子どもからの取材をそのまま放送することができないため、制作スタッフは子どもの支援団体、精神科医、弁護士などの協力を受け、複数の事例を調査し、少年少女が集まる夜の街の巡回活動に同行して、集まった数々の肉声をもとに、ドラマを構成した。SNSの潜在的な危険性を伝え、出演者の中高生たちが子どもを性被害から守るために大切なことを考える。
主演のまいきちは300人のオーディションの中から選出され、「辛い思いをすることも分かっているが、大人を信じて生きていきたい。この思いが伝わるように」と、また、高田万作は、「配役に子どもたちの心情を細かく載せて撮影した。本当の気持ちは被害者本人にしかわからないが、何か伝わるものがあると良い」とコメントした。

## キャスト
- まいきち
- 高田万作[4]
- 石井心寧
- 広田望愛[5]
- 赤坂永愛
- 久世峻舵[6]
- 鈴木祥二郎
- 三木万侑加
- 吉田能
- 高野ゆらこ
- 内田健介
- 山本真貴
- Kate

## スタッフ
- 音楽 - 馬場庫太郎
- 撮影 - 山崎裕、林克明
- プロデューサー - 北原栄治、森田直樹
- 制作統括 -梅原勇樹、村井晶子
- 演出 - 松原翔
- 制作・著作 - NHK